# 새미 헤이거
새미 헤이거(영어: Sammy Hagar 새미 헤이가[*], 영어 발음: /ˈheɪ̯gɑːr/, 1947년 10월 13일 ~ )는 레드 로커로도 알려져 있는 미국의 록 가수, 기타리스트, 작곡가, 음악가, 기업가이다. 헤이거는 1970년대에 하드 록 밴드 몬트로즈와 함께 유명해졌다. 이후 그는 〈I Can't Drive 55〉로 1984년에 지속적인 안타를 기록하며 성공적인 솔로 활동을 시작했다. 그는 1985년 반 헤일런의 리드 싱어로 데이비드 리 로스를 대신해 상업적인 성공을 거두었지만 1996년 밴드를 떠났다. 그는 2003년부터 2005년까지 2년간의 재회를 위해 밴드로 돌아왔다. 2007년 3월 12일, 헤이거는 반 헤일런의 멤버로서 로큰롤 명예의 전당에 헌액되었다. 그의 음악 스타일은 주로 하드 록와 헤비 메탈로 이루어져 있다.

## 어린 시절
그의 외할아버지의 이름을 따서 지은 사무엘 로이 헤이거는 캘리포니아주의 살리나스에서 태어났지만 그의 가족은 곧 폰태나로 이사했고 그의 아버지는 카이저 스틸 밀에서 일했다. 새미 헤이거는 폰태나 고등학교를 졸업했다.

## 음반 목록

### 스튜디오 음반
- Nine on a Ten Scale (1976)
- Sammy Hagar (1977)
- Musical Chairs (1977)
- Street Machine (1979)
- Danger Zone (1980)
- Standing Hampton (1982)
- Three Lock Box (1982)
- VOA (1984)
- I Never Said Goodbye (1987)
- Marching to Mars (1997)
- Cosmic Universal Fashion (2008)
- Sammy Hagar & Friends (2013)
- Lite Roast (2014)

### 반 헤일런
- 5150 (1986)
- OU812 (1988)
- For Unlawful Carnal Knowledge (1991)
- Balance (1995)

### 치킨풋
- Chickenfoot (2009)
- Chickenfoot III (2011)